# Giornalisti uccisi in Russia
Il mestiere di giornalista, in Russia, divenne progressivamente più pericoloso a partire dall'inizio degli anni novanta, ma l'opinione pubblica internazionale iniziò a interessarsi al fenomeno solo in seguito all'omicidio della giornalista Anna Politkovskaja, uccisa a Mosca il 7 ottobre 2006, e alla lunga scia di omicidi di giornalisti rimasti ufficialmente senza un colpevole. Mentre alcune associazioni internazionali riferiscono di diverse dozzine di omicidi, altre parlano di oltre duecento uccisioni.
Due rapporti pubblicati da organizzazioni internazionali, disponibili in lingua russa e in lingua inglese, hanno esaminato e documentato la situazione.
Un'ampia inchiesta commissionata dalla Federazione internazionale dei giornalisti (IFJ) su questo tema è stata pubblicata nel giugno 2009. Allo stesso tempo l'IFJ ha pubblicato un database direttamente consultabile su internet che documenta la morte o scomparsa di più di 300 giornalisti a partire dal 1993. Entrambi i report, quello di Partial Justice (versione russa: Частичное правосудие) e quello del database IFJ, si basano su informazioni raccolte da associazioni e fondazioni russe che si occupano di monitorare lo stato dei media in Russia, come la Glasnost Defense Foundation e il Center for Journalism in Extreme Situations.

## Metodologia
Le stime presentate dai diversi osservatori internazionali sul numero dei giornalisti uccisi in Russia sono tra le più disparate. A ciò possono essere date molteplici spiegazioni. Per prima cosa, alcune organizzazioni prendono in considerazione tutti gli aspetti relativi alla sicurezza. La Federazione Internazionale dei giornalisti (IFJ) e l'International News Safety Institute per esempio, contano anche gli incidenti accaduti sul luogo di lavoro. In seconda istanza, le organizzazioni internazionali calcolano anche i giornalisti morti in sconti a fuoco e durante incarichi pericolosi. Terzo, il termine giornalista è utilizzato da alcune organizzazioni in modo generale per indicare differenti occupazioni relative ai media. Alcune includono l'intero staff, altre no.
In qualunque lista compilata sia da organizzazioni interne sia esterne al Paese, la Russia è sempre nelle prime posizione per il numero di giornalisti morti. Durante la prima guerra cecena morirono molti giornalisti sia in Cecenia sia al di fuori. La stessa cosa avvenne anche in periodi di pace.
Coloro che sono stati deliberatamente uccisi a causa del loro lavoro sono in primis reporter, corrispondenti e redattori. In Russia moltissimi direttori di televisioni regionali e radio sono stati uccisi ma molte di queste morti si pensano essere dovute a motivi economici. I fotografi e i cameraman diventano target soprattutto in situazioni di conflitto come capitò nell'ottobre del 1993 a Mosca e durante i conflitti armati nel Nord del Caucaso.

## Il report del 2009 sulla morte di giornalisti in Russia
Nel giugno del 2009 la Federazione Internazionale dei giornalisti ha pubblicato una vasta indagine in relazione alle morti di giornalisti russi. Nello stesso anno la IFJ ha lanciato un archivio on-line che documentava della morte o sparizione di trecento giornalisti a partire dal 1993. Come il report Partial Justice (la versione russa: Частичное правосудие[8]) anche l'archivio di IFJ si basa sulle informazioni raccolte da Glasnost Defense Foundation e Center for Journalism in Extreme Situations a proposito della situazione dei media in Russia negli ultimi sedici anni.
L'organizzazione per la protezione dei giornalisti (CPJ) ha riconosciuto che la Russia è uno dei Paesi più pericolosi per i giornalisti e il peggiore per quanto riguarda la risoluzione degli omicidi.
Secondo le organizzazioni che monitorano la situazione dei media in Russia, il database di IFJ sulle morti e la scomparsa dei giornalisti raccoglie tutti i diversi casi relativi ai lavoratori dei media. Il database, inoltre, classifica le diverse tipologie di morte dei giornalisti (omicidio, incidente, conflitto, atto terroristico) e chiarisce se la morte dei giornalisti è “certamente”, “possibilmente” o “non probabilmente” legata al lavoro giornalistico.
Fin dall'inizio degli anni 1990 le organizzazioni internazionali hanno riportato di morte violente e sospette. Dimostrare che queste morti fossero connesse al lavoro svolto dai giornalisti non è sempre stato facile visto che le forze dell'ordine devono coprire un numero in crescita di omicidi e di casi irrisolti di uccisioni di giornalisti. Negli ultimi anni il Center for Journalism in Extreme Situations ha reso pubbliche tutte le informazioni relative a queste morti. In questo modo si è potuto stabilire a quale punto erano giunte le indagini sui casi di omicidio e quanti casi erano stati analizzati da una corte. Il database di IFJ sintetizza questi risultati e li ha resi pubblici per la prima volta in inglese. Durante uno studio internazionale a proposito di "International Fraud detention Homicide" in cui si faceva un confronto tra gli USA e l'ex Unione Sovietica la morte del giornalista russo-americano Paul Klebnikov è descritta come un caso di omicidio di un giornalista che stava investigando su casi di frode da parte del governo russo. Al momento della sua morte, il giornalista stava indagando sul lavaggio di denaro sporco che si intendeva ottenere attraverso dei progetti di ricostruzione in Cecenia. Le indagini hanno rivelato che Klebenikov aveva scoperto che la frode coinvolgeva i centri di potere del Cremlino, il crimine organizzato e l'ex KGB, oggi conosciuto come FSB.

## Partial Justice e Anatomy of Injustice
Il report di ICJ Partial Justice mappa l'impunità in Russia partendo dalla descrizione di particolari omicidi. Il report sottolinea la necessità di porre fine all'impunità in quelle regioni (Caucaso del Nord e San Pietroburgo) in cui mai nessuno è stato perseguito per l'omicidio di giornalisti. Non è abbastanza condannare chi ha commesso il crimine ma è necessario fare lo stesso con i suoi complici, intermediari e con chi ha commissionato l'omicidio.
Il report di IFJ si apre e si chiude con il caso dell'omicidio di Anna Politkovskaja e il relativo processo che si è tenuto dal novembre 2008 al febbraio 2009. Dopo sedici anni di omicidi irrisolti, la morte di Anna Politkovskaja ha suscitato enormi proteste internazionali e ciò potrebbe far cadere la barriera della giustizia parziale tipica del Paese. Anatomy of Injustice, il report di CPJ, riporta le conclusioni a cui l'organizzazione è giunta rispetto alle morti di giornalisti a partire dal 2000. Anche se le autorità non riconoscono tutte queste morti come omicidi, alcuni casi sono stati portati davanti a un tribunale che ha condannato gli esecutori, ma non coloro che li hanno commissionati.
Seguendo due strade diverse, i due report giungono alla stessa conclusione: le autorità russe devono portare avanti maggiori indagini per identificare tutti i responsabili della morte dei giornalisti e allo stesso tempo far sì che il pubblico sia maggiormente informato sui progressi delle indagini relative a tali casi.

## Confronti internazionali
La CPJ cataloga la Russia come “il terzo Paese al mondo per numero di giornalisti morti” dal 1991, superata solo dall'Algeria nel periodo 1993-1996 e dall'Iraq. È più significativo però paragonare la Russia agli altri membri del G20. Il problema della Russia, come altri membri del G20 tra cui India, Brasile e Messico, non è solo il numero di giornalisti uccisi ma piuttosto l'impunità che perdura nel tempo.

## Le reazioni estere
Nel corso degli anni i governi occidentali e le organizzazioni che si occupano dei media hanno chiesto alle autorità russe di compiere maggiori investigazioni sulle morti dei giornalisti. L'organizzazione Reporters Sans Frontières con sede a Parigi ha ripetutamente criticato la Russia riconoscendo come fallimentari le indagini su questi omicidi. L'organizzazione ha anche sostenuto che molti giornalisti uccisi erano critici nei confronti del presidente russo Vladimir Putin. Tra il marzo del 2000 e il giugno del 2007 secondo RSF 21 giornalisti sono stati uccisi mentre svolgevano il loro lavoro.
Numeri simili sono stati presentati anche da CPJ. In un documento del giugno 2007 si riportava che “un totale di 47 giornalisti sono stati uccisi in Russia dal 1992, e la maggior parte di questi omicidi sono rimasti irrisolti. 17 di loro sono morti mentre svolgevano il proprio lavoro dal 2000; 14 sono stati assassinati a causa del loro lavoro; 2 sono morti mentre si trovavano in una zona di conflitto ed un altro è morto durante una missione pericolosa. CPJ continua ad investigare sulle morti di 8 giornalisti per capire se ci sia una relazione con il lavoro che svolgevano. Nessuno dei 14 omicidi avvenuti dopo il 2000 è stato risolto”.
La pressione verso le autorità russe è aumentata a seguito dell'omicidio della giornalista Anna Politkovskaja, nota per i suoi report critici sul conflitto in Cecenia dove ha più volte denunciato violazioni dei diritti umani. Si contano 21 giornalisti morti da quando Vladimir Putin è salito al potere nel marzo del 2000. Nella maggior parte degli omicidi, nessuno è stato condannato per aver commesso il crimine.
Il 18 giugno 2007 la Camera dei Rappresentanti statunitense ha votato la risoluzione numero 151 chiedendo a Putin “maggiori sforzi nelle indagini” riguardo all'omicidio di giornalisti. In un report pubblicato nel 2007 l'International News Safety Institute ha dichiarato che molti più giornalisti erano morti in modo violento in Russia che negli ultimi dieci anni in qualunque altra parte del mondo, dopo l'Iraq. Il sito web della rivista inglese New Statesman in solidarietà ai morti e in collaborazione con Amnesty International, Center for Journalism in Extreme Situations, Committee to Protect Journalists e Index on Censorship ha pubblicato una lista di 40 giornalisti morti a partire dal 1993, solo una parte di quelli che effettivamente sono stati uccisi.

## Morti, processi, statistiche
La scia di morti violente di giornalisti inizia nel periodo di governo di El'cin (1991-1999) e continua sotto il governo Putin (31 dicembre 1999 - 7 maggio 2008). Quando Medvedev diventa presidente russo, dichiara che è necessario porre termine a questo "nichilismo legale" 11b.
Nei cinque anni precedenti alla sua elezione, il numero di indagini e processi per morti di giornalisti era in aumento, ma dal novembre 2009 c'è stato un ulteriore incremento di indagini e di processi, anche per casi risalenti a prima del 2008.
Il processo per la morte di Anna Politkovskaja e il primo arresto per il caso Baburova-Markelov (novembre 2009) sono alcuni (apparenti) segnali di cambiamento.
| Presidente                                          | Y    | Y    | Y    | Y    | Y    | Y    | Y    | P    | P    | P    | P    | P    | P    | P    | P    | P-M  | M    |        |
| Anno                                                | 1993 | 1994 | 1995 | 1996 | 1997 | 1998 | 1999 | 2000 | 2001 | 2002 | 2003 | 2004 | 2005 | 2006 | 2007 | 2008 | 2009 | Totale |
| --------------------------------------------------- | ---- | ---- | ---- | ---- | ---- | ---- | ---- | ---- | ---- | ---- | ---- | ---- | ---- | ---- | ---- | ---- | ---- | ------ |
| Omicidio, conflitto a fuoco, attentato terroristico | 10   | 12   | 22   | 18   | 10   | 10   | 11   | 17   | 12   | 23   | 11   | 12   | 5    | 13   | 3    | 5    | 6    | 200    |
| Solo omicidi                                        | 3    | 8    | 16   | 12   | 10   | 10   | 8    | 15   | 11   | 20   | 11   | 10   | 4    | 13   | 3    | 5    | 6    | 165    |
| Processi                                            | -    | -    | -    | 1    | 1    | 4    | 4    | 3    | 1    | 3    | 3    | 6    | 2    | 7    | 5    | 4    | 2    | 50     |

I dati della tabella qui sopra sono stati ricavati dal database "journalists in Russia" (database IFJ), dove si possono trovare ulteriori informazioni per ogni singolo caso.
Alcune importanti categorie non sono state incluse nella tabella ma le potete trovare sul database online dell'IFJ: gli scomparsi (14 persone); i morti per incidente la cui causa non è stata confermata con sufficiente certezza ("non confermati", 28 persone) e, infine, i giornalisti morti in incidenti sul lavoro -per cause accidentali- (37 persone).
La terza riga indica il numero annuale di verdetti pronunciati in processi per la morte di giornalisti.
Tranne tre eccezioni, si tratta sempre di processi per omicidio.
Alcuni casi hanno richiesto sei o sette anni per essere esaminati in tribunale: ad esempio le morti di Dmitrij Cholodov e Igor' Domnikov. La maggior parte dei casi, comunque, ha visto passare una media di 12-24 mesi tra l'uccisione e il verdetto.
La percentuale di processi che si chiudono con una condanna è un altro argomento interessante: quando le morti non erano direttamente legate alla professione di giornalista, la percentuale di condanne supera il 90%.
Quando invece gli articoli a cui aveva lavorato il giornalista sono certamente collegati con la sua morte o è molto probabile che lo siano stati, la percentuale di assoluzioni aumenta moltissimo, fino a essere circa il 50% dei casi.
La maggior parte dei processi per questi omicidi sono stati giudicati solo da un giudice e dai suoi due assistenti legali. I processi nei quali viene richiesta anche una giuria sono infatti ancora molto rari in Russia, e generalmente offrono una maggior grado di rigore nel giudizio, una difesa più forte e una maggiore chance per l'accusato di esser trovato non colpevole (la percentuale di assoluzioni si aggira sul 20%).
Il processo per la morte di Anna Politkovskaja, il cui verdetto è spettato a una giuria, è finito nel febbraio 2009 con l'assoluzione di tutti i sospettati.

## Una lista di giornalisti uccisi in Russia
Quella di seguito è una lista di giornalisti (reporter, editorialisti, cameramen, fotografi) uccisi in Russia a partire dal 1992. Questa lista include giornalisti deceduti per morte prematura, inspiegabile o violenta; altre informazioni al riguardo possono essere reperite sulla versione inglese e russa del database stilato dall'IFJ.
A fianco della causa del decesso sono poste indicazioni su quanto il lavoro d'inchiesta del giornalista è collegato con la sua morte. Le sigle utilizzate sono: [J] certamente collegato, [?J] forse collegato, probabilmente non collegato [nJ].

### Gli anni di El'cin

#### 1992-1994
1992
- Sergej Bogdanovskij, corrispondente della TV "Ostankino", ucciso a Mosca.[19]

1993
- 15 aprile - Dmitrij Krikorjanc, corrispondente per "Express Chronicle", settimanale moscovita, ucciso nel suo appartamento nella capitale cecena, la notte tra il 14 e il 15 aprile.[21] La Cecenia era allora di fatto indipendente. Omicidio [J].

Crisi costituzionale russa, Eventi di ottobre a Mosca
Domenica 3 ottobre, dalle 19'30 in poi. Fuori e dentro la torre della televisione di Ostankino.
1. Rory Peck, ARD Germany, cameraman. Conflitto a fuoco [J].
2. Ivan Scopan, TF-1 France, cameraman. Conflitto a fuoco [J].
3. Igor' Belozerov, 4th Channel "Ostankino", giornalista. Conflitto a fuoco [J].
4. Sergej Krasil'nikov, "Ostankino" TV, tecnico del video. Sparo a brucia pelo dentro l'edificio. Omicidio [J].
5. Vladimir Drobyšev, del mensile People and nature, giornalista. Attacco di cuore[J].
Lunedì, 4 ottobre, dopo mezzogiorno. Vicino al Palazzo del supremo Soviet.
6. Aleksandr Sidel'nikov, giornalista freelance e film-maker di San Pietroburgo. Conflitto a fuoco [J].
7. Aleksandr Smirnov, del giornale Youth Courier (Joškar-Ola), corrispondente. Conflitto a fuoco [J].
- 29 novembre - Elena Tkačeva, correttrice di bozze ventiseienne del giornale Kuban Courier newspaper, morta a Krasnodar in seguito all'esplosione di una bomba negli uffici del giornale.[21] Azione terroristica[J].
- 9 dicembre - Marina Iskanderova, giornalista della tv locale, assassinata nel suo appartamento a Nadym.[21] Omicidio [nJ].

1994
1. 1º febbraio - Sergej Dubov, direttore della casa editrice Novoe vremja, Mosca. Colpo di arma da fuoco, omicidio su commissione.[23] Omicidio [nJ].
2. 26 aprile - Andrej Aidzerdzis, deputato della Duma ed editore. Colpo di arma da fuoco, omicidio su commissione, a Chimki vicino a Mosca.[24] Omicidio [nJ].
3. 15 giugno - Jurij Soltys, giornalista e direttore di Interfax. Colpito a morte nella regione di Mosca.[25] Omicidio [?J].
4. 15 ottobre - Tat'jana Žuravlëva e marito, lavoravano nei media, Komsomolskaja pravda (redazione di Samara). Uccisi nella regione di Voronež mentre viaggiavano con la loro auto in campagna.[26] Omicidio. [nJ].
5. 17 July - Elena Roščina, caporedattrice di il giornale per ragazzi, Ivanovo. Uccisa nel suo appartamento.[27] Omicidio. La banda che la uccise è stata identificata e condannata nel 2000 [nJ].
6. 17 ottobre - Dmitrij Cholodov, corrispondente militare per il giornale Moskovskij Komsomolec, è rimasto ucciso a Mosca quando una valigetta esplosiva che aveva raccolto alla stazione di Mosca è esplosa negli uffici del giornale.[28] Omicidio. I suoi due presunti assassini sono stati processati e assolti, nel 2002 e nel 2004[J].

Ci sono anche altre quattro morti in Cecenia, dopo che il conflitto era iniziato in novembre.
1. 26 novembre - Hussein Guzuev, direttore della TV cecena. Groznyj. Colpito in un conflitto a fuoco tra i supporter di Dudaev e l'opposizione pro-Mosca [J].
2. 14 dicembre - Gelanij Čarigov, giornalista di Maršo, compagnia televisiva privata. Groznyj. Conflitto a fuoco [J].
3. 22 dicembre - Cynthia Elbaum, fotoreporter freelance americana, inviata perTime magazine. Groznyj. Conflitto a fuoco [J].
4. 31 dicembre - Bilal Achmadov, cameraman della TV Marsho. Groznyj. Conflitto a fuoco [J].

#### 1995-1996 (incluso il primo conflitto ceceno)
1995
1. 1º gennaio - Vladimir Žitarenko, corrispondente del giornale Krasnaja zvezda, Cecenia. Conflitto a fuoco [J].
2. 1º gennaio - Pëtr Novikov, giornalista della rivista Smena, Mosca. Omicidio (collegato all'uccisione di Anisimov nel tardo 1994) [nJ].
3. 7 gennaio - Sultan Nuriev, Cecenia. Non confermato [?J].
4. 10 gennaio - Jochen Piest, corrispondente per Stern magazine. Červlënnaja, Cecenia. Conflitto a fuoco [J].
5. 14 gennaio - Valentin Janus, cameraman per Pskov city, Cecenia. Conflitto a fuoco [J].
6. 17 febbraio - Vjačeslav Rudnev, giornalista freelance, Kaluga, corrispondente per i magazine locali Vest e Znamya. Omicidio [?J].
7. 27 February - Maksim Šabalin, editorialista politico per il giornale Nevskoe Vremya (San Pietroburgo).[31] e Felix Titov, fotografo, scomparsi durante un'inchiesta in Cecenia. Nonostante numerose ricerche compiute tra il 1995 e il 1999, dei due non c'è ancora nessuna traccia. Scomparsi [J].
8. 1º marzo - Vladislav Listyev, capo della nuova ORT TV Channel, colpito a morte nella tromba delle scale del suo palazzo in un classico agguato su commissione. Omicidio [nJ].
9. 3 marzo - Igor' Kaverin, ingegnere per la stazione radio Svobodnaja Nachodka, Territorio del Litorale. Colpito da un proiettile mentre era in auto. Omicidio [nJ].
10. 8 marzo - Oleg Očkasov, giornalista freelance in Voronež, scriveva per i giornali Večernyj Voronež e Skandalnaja počta. Omicidio [nJ].
11. 16 marzo - Aleksej Chropov, direttore dell'emittente radio Voks, Leningradskoe, regione di Mosca. Omicidio [nJ].
12. 31 marzo - Il ventitreenne Ruslan Tsebiev, Groznyj, Cecenia. Omicidio [?J].
13. 6 maggio - Malkan Sulejmanova, giornalista per il giornale Ichkeria (Groznyj). Morta durante un bombardamento a Šatoj, Cecenia. Conflitto a fuoco [J].
14. 22 maggio - Farchad Kerimov, cameraman per l'Associated Press TV. Ucciso a Vedeno, Cecenia. Omicidio [J].
15. 5 maggio - Sergej Ivanov, andato alla ricerca di Šabalin e Titov (vedi il 27 febbraio), sud della Cecenia. Scomparso [J].
16. 6 giugno - Aleksandr Konovalenko, giornalista per Krestjanskaja gazeta, Volgograd, pestato a morte in una stazione di polizia.[32] Omicidio. L'assassino è stato condannato nel 1998 [?J].
17. 17 giugno - Natalija Aljakina-Mroszek, corrispondente del magazine tedesco Focus e altri giornali. Colpo d'arma da fuoco vicino a Budënnovsk.[33] Conflitto a fuoco. Un soldato russo venne condannato per negligenza nell'uso delle armi, poi amnistiato in quanto partecipante del conflitto ceceno.[J].
18. 25 luglio - Andrew Shumack Jr, fotogiornalista freelance americano, lavorava per il St Petersburg Times. Groznyj, Cecenia. Scomparso [?J].
19. 4 agosto - Sergej Nazarov, ex presentatore del popolare show televisivo "Vremečko". Ucciso a Mosca. Omicidio [nJ].
20. 10 agosto - Vadim Obechov, editorialista del giornale Vesti, Petropavlovsk, regione della Kamčatka. Omicidio [nJ].
21. 2 novembre - Andrej Ulanov, caporedattore del giornale Tol'jatti segodnja. Togliatti nella regione di Samara. Omicidio su commissione, Omicidio [nJ].
22. 8 novembre - Sergej Ananev, capo del servizio stampa del "East Siberian organised crime department". Ucciso a Irkutsk.
23. 12 dicembre - Viktor Litvinov, commentatore per la Radio "Golos Rossii", Mosca, morto dopo un attacco in strada (sparatoria?).[34] Omicidio [nJ].
24. 10 dicembre - Il venticinquenne Jaroslav Zval'cev, direttore della rubrica economica Russkij dom, giornale di Magnitogorsk, colpito con arma da fuoco, omicidio su commissione.[35] Omicidio [nJ].
25. 12 dicembre - Šamchan Kagirov, corrispondente per il giornale Vozroždenie, Cecenia. Conflitto a fuoco [J].
26. 26 dicembre - Vadim Alferev, giornalista per la stampa locale e per la tv locale di Krasnojarsk, dove è stato trovato morto in seguito ad un violento pestaggio.[36] Omicidio [?J].

1996
1. 25 gennaio - Oleg Slabynko, fondatore di "Moment Istiny", produttore di un programma con lo stesso nome e direttore di ORT (oggi Channel One TV), ucciso nel suo appartamento a Mosca. [nJ]
2. 26 Febbraio - Feliks Solovëv, noto fotografo e membro del consiglio di redazione della rivista Aeroflot ucciso a Mosca.[38] Omicidio [nJ].
3. 11 marzo - Viktor Pimenov, cameraman per il canale televisivo Vajnach (Cecenia).[39] Ucciso a Groznyj. Conflitto a fuoco [J].
4. 30 marzo - Nadežda Čajkova, giornalista investigativa di Obščaja Gazeta, uccisa in Cecenia, il suo corpo fu trovato vicino al villaggio di Gekhi.[40] Omicidio. [J].
5. 18 aprile - Anatolij Jagodin, corrispondente del quotidiano Na Boevom Postu, ucciso da militanti ceceni.[41] Assinovskaja, Cecenia. Conflitto a fuoco [J].
6. 9 maggio - Nina Efimova, corrispondente per la rivista Vozrozhdeniye, Cecenia.[39] Groznyj, Cecenia. Omicidio [J].
7. 11 maggio - Viktor Michailov, corrispondente per la rivista Zabajkalskij rabočy.[42] Čita. Omicidio [nJ].
8. 26 luglio - Nikita Čigarkov, membro di Utrennyj ekspress, pestato a morte e derubato.[42] Mosca. Omicidio [nJ].
9. 1º agosto - Ivan Gogun, corrispondente per Groznenskyj rabočy.[39] Groznyj, Cecenia. Conflitto a fuoco [J].
10. 11 agosto - Ramzan Chadjiev, corrispondente di ORT, ucciso ad un checkpoint in Cecenia.[39] Groznyj, Cecenia. Conflitto a fuoco [J].
11. 16 settembre - En Čan Kim, corrispondente per il giornale Sachalin e per la rivista Blagodatnaja Semja.[42] Žulebino, Mosca. Omicidio [nJ].
12. 27 ottobre - Anatolij Tjutinkov, caporedattore di Večernyj Peterburg.[42] Incidente non confermato, San Pietroburgo. [nJ]
13. 29 ottobre - Lev Bogomolov, caporedattore di Kaluga Vechernyaya,[42] Kaluga. Incidente non confermato [nJ].
14. 31 ottobre - Sergej Semisotov, redattore del giornale Traktir po Pyatnitsam.[42] Volgograd. Omicidio [nJ].
15. 10 novembre - Marina Gorelova, reporter per il canale televisivo Otečestvo[42] e Jurij Šmakov, consulente per il canale Otečestvo.[42] Cimitero di Kotljakovskoe, Mosca. Azione terroristica. Nel 2003 due persone vennero condannate per la morte nell'esplosione di 16 persone, inclusi i due giornalisti. [J]
16. 6 dicembre - Kirill Polenov, giornalista freelance. Vladikavkaz, Ossezia del Nord. Omicidio [nJ].
17. 7 dicembre - Anatolij Belousov, caporedattore di Krasnaja Zvezda,[42] Regione di Mosca. Omicidio [nJ].

#### 1997-1999
1997
1. 16 gennaio - Aleksej Eldašov, giornalista per la stampa e la radio locale. Chabarovsk, Territorio del Litorale. Omicidio [nJ].
2. 16 gennaio - Nikolaj Lapin, caporedattore della rivista "Obo vsëm". Togliatti, Regione di Samara. Omicidio [nJ].
3. 3 febbraio - Jurij Baldin, caporedattore del canale TV Focus. Čeljabinsk. Omicidio [nJ].
4. 12 febbraio - Vjačeslav Zvonarev, redattore per il canale TV Takt . Kursk. Omicidio [nJ].
5. 25 febbraio - Vadim Biryukov, caporedattore della rivista "Delove ljudi", Novolesnaja, Mosca. Omicidio [nJ].
6. 23 marzo - Vladimir Aliev, Prochladnoe, Cabardino-Balcaria. Omicidio [nJ].
7. 30 marzo - Nikolai Mozolin, Kirovsk, Regione di Leningrado. Omicidio [nJ].
8. 10 maggio - Aleksandr Korkin, Pereslavl'-Zalesskij, Regione di Jaroslavl'. Omicidio [nJ].
9. 6 agosto - Valerij Krivošeev, Lipeck. Omicidio [nJ].
10. 19 ottobre - Lydija Lazarenko, Nižnij Novgorod. Omicidio [nJ].

1998
1. 30 gennaio - Vladimir Zbarackij, via Mosfilmoskaja Mosca. Omicidio [nJ].
2. 2 aprile - Ivan Fedjunin, corrispondente per il giornale Brjanskie Izvestja. Omicidio, Bryansk [nJ].
3. 6 aprile - Lira Lobač, impiegata nel settore dei media, Regione di Tomsk . Omicidio [nJ].
4. 20 maggio - Igor' Mjasnikov, Territorio del Litorale. Omicidio [nJ].
5. 7 giugno - Larisa Judina, caporedattore del giornale Sovetskaja Kalmykija Segodnja. Ėlista, in Calmucchia. L'autore dell'omicidio è stato condannato nel 1999, ma chi lo ha commissionato è ancora sconosciuto.[J].
6. 28 luglio - Vladimir Ustinov, Ivanovo. Omicidio [nJ].
7. 17 agosto - Sergej Semenduev, Machačkala, Daghestan. Disperso [nJ].
8. 24 agosto - Anatolij Levin-Utkin, San Pietroburgo. Omicidio [?J].
9. 27 agosto - Mirbaba Seidov, Regione di Kaliningrad. Omicidio [nJ].
10. 29 agosto - Victor Shamro, San Pietroburgo. Omicidio [nJ].
11. 2 settembre - Farid Sidaui, corrispondente della rivista Prosto nedvižimost. Ramenka St, Mosca. Omicidio [nJ].
12. 30 dicembre - Sergej Čečugo, Vladivostok. Non confermato. [?J].

1999
1. 19 febbraio - Gennadij Bodrov, Omicidio [nJ].
2. 25 febbraio - Valentina Miroljubova e Nikolaj Miroljubov, Omicidio [nJ].
3. 4 marzo - Andrej Poljakov, Omicidio [nJ].
4. 30 maggio - Aleksej Kulanov, Omicidio [nJ].
5. 30 giugno - Vadim Rudenko, Omicidio.
6. 30 agosto - Ljubov Loboda, Kujbyšev (Regione di Novosibirsk). L'autore, l'intermediario e chi ha commissionato l'omicidio sono stati arrestati e condannati. [nJ].
7. 27 settembre - Christopher Reese, Mosca. Omicidio [nJ].
8. 27 ottobre - Supjan Ependiev, corrispondente per la rivista Groznenskyj Rabočy, Cecenia. Conflitto a fuoco [J].
9. 29 ottobre - I cameramen Šamil Gigaev e Ramzan Mežidov, del canale nazionale TVC e la TV locale cecena Šami-Jurt, Cecenia. Conflitto a fuoco. Nel 2005 il verdetto della Corte Europea dei Diritti dell'Uomo. [J].

### Sotto Putin (incluso il 2° conflitto ceceno)

#### 2000-2002
2000
1. 1º febbraio - Vladimir Jacina, fotocorrispondente di ITAR-TASS. Venne rapito e successivamente ucciso durante la sua prima ed ultima visita in Cecenia.[47] Omicidio [J].
2. 10 febbraio - Ljudmila Zamana, Samara. Omicidio. Colpevoli condannati [nJ].
3. 9 marzo - Artëm Borovik, direttore e giornalista del periodico e casa editrice Soveršenno sekretno. Aeroporto Šeremet'evo-1 Mosca. Incidente non confermato. [?J].
4. 22 marzo - Luiza Aržieva, corrispondente per il giornale Istina mira (Mosca). Avtury, Cecenia. Conflitto a fuoco [?J].
5. 17 aprile - Oleg Polukeev, Omicidio.
6. 1º maggio - Boris Gašev, critico letterario, Omicidio. Colpevoli condannati [nJ].
7. 13 maggio - Aleksandr Efremov, Cecenia. Fotogiornalista del giornale della Siberia Occidentale Naše Vremja, Efremov morì nell'esplosione della jeep militare in cui stava viaggiando. Efremov aveva ricevuto dei premi per le sue notizie fotografiche nella regione. Conflitto a fuoco [J].
8. 16 luglio - Igor' Domnikov, di Novaja Gazeta, Mosca. Colpito alla testa con un martello nella tromba delle scale del suo appartamento a Mosca, Domnikov rimase due mesi in coma. L'omicida è stato identificato nel 2003 e condannato nel 2007.[48]. L'uomo che ha commissionato l'omicidio è stato identificato ma non condannato. Omicidio [J].
9. 26 luglio - Sergej Novikov, Radio Vesna, Smolensk. Ucciso nella tromba delle scale dell'edificio in cui viveva. Aveva più volte criticato l'amministrazione della regione di Smolensk. Omicidio [?J].
10. 21 settembre - Iskander Chatloni, Radio Free Europe, Mosca. Nato nel Tagikistan, Chatloni è stato ucciso di notte con un'ascia appena fuori dal suo appartamento di Mosca. L'autore ed il motivo dell'omicidio sono tuttora sconosciuti. Il portavoce di RFE/RL dichiarò che Chatloni stava lavorando sul tema della violazione dei diritti umani in Cecenia.[49] Omicidio [nJ].

1. 3 ottobre - Sergej Ivanov, Lada-TV, Togliatti. Ucciso da cinque colpi alla testa ed al petto al di fuori del suo appartamento. Direttore della compagnia televisiva più indipendente della città di Togliatti, giocava un importante ruolo sulla scena politica locale.[50] Omicidio. La gang responsabile dell'omicidio è sotto processo. [nJ].

1. 18 ottobre - Georgij Garibjan, giornalista di Park TV (Rostov), ucciso a Rostov sul Don [nJ].
2. 20 ottobre - Oleg Gorjanskij, giornalista freelance. Ucciso a Čerepovec, regione della Vologda . Colpevoli condannati [nJ].
3. 21 ottobre - Raif Abljašev, fotografi per il giornale Iskra. Kungur, regione di Perm'. Omicidio [nJ].
4. 3 novembre - Sergej Loginov, Lada TV (Togliatti). Incidente non confermato. [nJ].
5. 20 novembre - Pavel Asaulčenko, cameraman per la televisione austriaca, Mosca. Omicidio su commissione. Colpevoli condannati. [nJ].
6. 23 novembre - Adam Tepsurkaev, Reuters, Cecenia. Cameraman ceceno, venne ucciso nella casa del suo vicino nel villaggio di Alchan-Kala (conosciuto anche come Ermolovka). Tepsurkaev aveva filmato gran parte delle immagini utilizzate dalla Reuters sulla Cecenia, inclusa quella del ribelle ceceno Šamil' Basaev che aveva subito l'amputazione del piede. Omicidio. [J].
7. 28 novembre - Nikolaj Karmanov, giornalista in pensione. Ljubim, regione di Jaroslavl'. Omicidio [nJ].
8. 23 dicembre - Valerij Kondakov, fotografo freelance. Ucciso ad Armavir, regione di Krasnodar. [nJ].

2001
1. 1º febbraio - Ėduard Burmagin, Omicidio.
2. 24 febbraio - Leonid Grigorev, Omicidio [nJ].
3. 8 marzo - Andrej Pivovarov, Omicidio.
4. 31 marzo - Oleg Dolgancev, Omicidio [nJ].
5. 17 maggio - Vladimir Kirsanov,[52] caporedattore. Kurgan, Distretto Federale degli Urali. Omicidio [J].
6. 2 giugno - Viktor Popkov, collaboratore di Novaja gazeta, morto all'ospedale nella regione di Mosca. Ferito in Cecenia due mesi prima. Conflitto a fuoco [J].
7. 11 settembre - Andrej Šejko, Omicidio [nJ].
8. 19 settembre - Ėduard Markevič, 29, direttore del giornale locale Novy Reft nella regione di Sverdlovsk . Ucciso alle spalle[52] su commissione, Omicidio [J].
9. 5 novembre - Elina Voronova, Omicidio [nJ].
10. 16 novembre - Oleg Vedenin, Omicidio.
11. 21 novembre - Aleksandr Babajkin, Omicidio [nJ].
12. 1º dicembre - Boris Mitjurev, Omicidio.

2002
1. 18 gennaio - Svetlana Makarenko, Omicidio.
2. 4 marzo - Konstantin Pogodin, del giornale Novoe Delo , Nižnij Novgorod. Omicidio.
3. 8 marzo - Natal'ja Skryl', del giornale Naše Vremja , Taganrog. Omicidio [?J].
4. 31 marzo - Valerij Batuev, del giornale Moscow News , Mosca. Omicidio [nJ].
5. 1º aprile - Sergej Kalinovskij, giornalista dell'edizione locale di Moskovskij Komsomolec, Smolensk. Omicidio [nJ].
6. 4 aprile - Vitalij Sachn-Vald, fotogiornalista, Kursk. Omicidio. Colpevoli condannati [nJ].
7. 25 aprile - Leonid Ševčenko, del giornale Pervoe Čtenie, Volgograd. Omicidio [nJ].
8. 29 aprile - Valerij Ivanov, fondatore e caporedattore della rivista Tol'jattinskoe Obozrenie, regione di Samara.[52] Ucciso su commissione. [J].
9. 20 maggio - Aleksandr Plotnikov, del giornale Gostiny Dvor, Tjumen'. Omicidio.
10. 6 giugno - Pavel Morozov, Omicidio.
11. 25 giugno - Oleg Sedinko, fondatore di Novaya Volna TV & Radio Company, Vladivostok. Uccisione su commissione, esplosivo nella tromba delle scale. [nJ].
12. 20 luglio - Nikolaj Razmolodin, direttore generale di Europroject TV & Radio Company, Ul'janovsk. Omicidio.
13. 21 luglio - Marija Lisičkina. Omicidio [nJ].
14. 27 luglio - Sergej Žabin, addetto stampa del governatore della regione di Mosca. Omicidio [nJ].
15. 18 agosto - Nikolaj Vasil'ev, Čeboksary, Ciuvascia. Omicidio. Colpevoli condannati [nJ].
16. 25 agosto - Paavo Voutilainen, ex caporedattore della rivista Karelia, Carelia. Omicidio [nJ].
17. 4 settembre - Leonid Kuznecov, della casa editrice "Periodicals of Mari-El" , Joškar-Ola.[54] Incidente non confermato. [?J].
18. 20 settembre - Igor' Salikov, capo della sicurezza informatica della rivista Moskovskij Komsomolets di Penza. Ucciso su commissione [nJ].
19. 26 settembre - Roderick (Roddy) Scott, Frontline TV Company, Gran Bretagna. Conflitto a fuoco [J].
20. 2 ottobre - Elena Popova, omicidio. Colpevoli condannati [nJ].
21. 19 ottobre - Leonid Plotnikov, omicidio. Colpevoli condannati [nJ].
22. 26 ottobre - Tamara Vojnova (Stavropol') e Maksim Michailov (Kaliningrad), attacco al teatro Dubrovka ("Nord Ost" show), Mosca. Azione terroristica [nJ].
23. 21 dicembre - Dmitrij Šalaev, Kazan', Tatarstan. Omicidio. Colpevoli condannati [nJ].

#### 2003-2005
2003
1. 7 gennaio - Vladimir Sučomlin, giornalista ed editore di Serbia.ru, Mosca. Omicidio. Venne condannato per l'omicidio un poliziotto fuori servizio, ma non il mandante.[J].
2. 11 gennaio - Jurij Tiškov, commentatore sportivo, Mosca. Omicidio commissionato.[nJ].
3. 21 febbraio - Sergej Verbickij, editore del giornale BNV. Čita. Omicidio [nJ].
4. 18 aprile - Dmitrij Švec, TV-21 Northwestern Broadcasting, Murmansk. Vice direttore della stazione indipendente TV-21(Northwestern Broadcasting), venne ucciso fuori dagli studi televisivi. I colleghi di Švec dichiararono che la stazione aveva ricevuto varie minacce per i report su diversi influenti politici locali. Ucciso su commissione. [nJ].
5. 3 luglio - Jurij Ščekočichin, Novaja gazeta, Mosca. Vice direttore di Novaja gazeta e deputato della Duma dal 1993, morì alcuni giorni prima del suo viaggio programmato negli USA dove avrebbe discusso del suo report di giornalismo investigativo compiuto insieme ad ufficiali dell'FBI. Nel suo report "Three Whales Corruption Scandal" venivano inclusi anche alti ufficiali dell'FSB. Ščekočichin morì in seguito ad una presunta reazione allergica. Si sono fatte tante speculazioni sul caso della sua morte. Le indagini sul caso sono state aperte e chiuse quattro volte. Omicidio per probabile avvelenamento da tallio [J].
6. 4 luglio - Ali Astamirov, France Presse. Disperso in Nazran' [?J].
7. 18 luglio - Alichan Guliev, giornalista freelance, di Inguscezia. Mosca. Omicidio [nJ].
8. 10 agosto - Martin Kraus, Daghestan. In viaggio per la Cecenia. Omicidio [nJ].
9. 9 ottobre - Aleksej Sidorov, Tol'jatinskoe Obozrenie, Togliatti. Secondo vice direttore del giornale locale ad essere ucciso. Il predecessore Valerij Ivanov fu ucciso nell'aprile 2002.[52] Omicidio. I presunti killer vennero assolti. [?J].
10. 24 ottobre - Aleksej Bachtin, giornalista ed uomo d'affari di Mariiskaya pravda. Repubblica dei Mari. Omicidio [nJ].
11. 30 ottobre - Jurij Bugrov, direttore di Provincial Telegraph. Balakovo, regione di Saratov. Omicidio. Colpevoli condannati [nJ].
12. 25 dicembre - Pëtr Babenko, direttore di Liskinskaja gazeta. Liski, regione di Voronež. Omicidio [nJ].

2004
1. 1º febbraio - Efim Suchanov, ATK-Media, Arcangelo. Omicidio. Colpevoli condannati [nJ].
2. 23 marzo - Farit Urazbaev, cameraman, Vladivostok TV/Radio Company, Vladivostok. Incidente non confermato. [nJ].
3. 2 maggio - Šangyš Monguš, corrispondente del giornale Chemčiktin Syldyzy, Tuva. Omicidio [?J].
4. 9 maggio - Adlan Chasanov, reporter della Reuters, morì a Groznyj durante l'attacco bomba che uccise il presidente ceceno Ahmed Kadyrov. Azione terroristica [J].
5. 9 giugno - Paul Klebnikov, vice direttore della versione russa di Forbes, Mosca. Ucciso su commissione, i presunti autori vennero processati ma assolti. Omicidio [J].
6. 1º luglio - Maksim Maksimov, giornalista della rivista Gorod, San Pietroburgo. Corpo non trovato. Omicidio [J].
7. 10 luglio - Zoja Ivanova, presentatore TV, Buryatia State Television & Radio Company, Ulan-Udė, Buriazia. Omicidio [nJ].
8. 17 luglio - Pail Pelojan, direttore della rivista Armjanskij Pereulok, Mosca. Omicidio [nJ].
9. 3 agosto - Vladimir Naumov, reporter nazionalista, Regione di Mosca. Omicidio [nJ].
10. 24 agosto - Svetlana Shishkina, giornalista, Kazan', Tatarstan. Omicidio. Colpevoli condannati [nJ].
11. 24 agosto - Oleg Belozërov, aereo Mosca-Volgograd. Azione terroristica [nJ].
12. 18 settembre - Vladimir Pritčin, caporedattore di North Baikal TV & Radio Company, Buriazia. Omicidio [?J].
13. 27 settembre - Jan Travinskij (San Pietroburgo), in Irkutsk come attivista politico per le elezioni locali.[57] Omicidio. Colpevoli condannati [nJ].

2005
1. 23 maggio - Pavel Makeev, reporter di TNT-Pulse Company, Rostov sul Don. Ucciso mentre fotografava una corsa clandestina in strada. Incidente non confermato. [?J].
2. 28 luglio - Magomed Varisov, analista politico e giornalista, ucciso vicino alla sua abitazione di Machačkala, in Daghestan. Secondo Committee to Protect Journalists " ricevette minacce, venne pedinato e chiede inutilmente protezione alla polizia locale".[59] Omicidio [J].
3. 31 agosto - Aleksandr Piterskij, reporter di Baltika Radio, San Pietroburgo. Omicidio [?J].
4. 3 settembre - Vladimir Pašutin, del giornale Smolenskij Literator, Smolensk. Non confermato. [nJ].
5. 13 ottobre - Tamirlan Kazichanov, capo addetto stampa del centro anti-terrorismo del Dipartimento per il distretto del sud-est del Ministero degli Affari Interni russo, Nal'čik. Conflitto a fuoco [J].
6. 4 novembre - Kira Ležneva, reporter del giornale Kamenskij rabočii, oblast' di Sverdlovsk.[60] Omicidio. Colpevoli condannati [nJ].

#### 2006-2008
2006
1. 8 gennaio - Vagif Kočetkov, corrispondente di Trud per la regione, ucciso e derubato a Tula. Autori assolti. [nJ].
2. 26 febbraio - Il'ja Zimin, lavorava per il canale televisivo NTV Russia, venne ucciso nel suo appartamento a Mosca. Autori assolti [nJ].
3. 4 maggio - Oksana Teslo, lavoratore dei media, regione di Mosca. Omicidio [nJ].
4. 14 maggio - Oleg Barabyškin, direttore di una stazione radio, Čeljabinsk. Omicidio. Colpevoli condannati [nJ].
5. 23 maggio - Vjačeslav Akatov, reporter speciale per lo show televisivo Business Moscow, ucciso a Mytišči, regione di Mosca. Omicidio. Colpevoli condannati [nJ].
6. 25 giugno - Anton Kretenčuk, cameraman per il canale locale "Channel 38", ucciso a Rostov sul Don. Omicidio. Colpevoli condannati [nJ].
7. 25 luglio - Evgenij Gerasimenko, giornalista del quotidiano Saratovskij Rasklad. Ucciso a Saratov. Colpevoli condannati [nJ].
8. 31 luglio - Anatolij Kozulin, giornalista freelance in pensione. Uchta, Repubblica dei Komi. Omicidio [nJ].
9. 8 agosto - Aleksandr Petrov, caporedattore del quotidiano Right to Choose di Omsk, ucciso con la famiglia mentre era in vacanza nella Repubblica dell'Altaj. L'autore minorenne venne condannato. Omicidio. [nJ].
10. 17 agosto - Elina Ersenoeva, reporter del giornale Čečenskoe obščestvo. Sequestrata a Groznyj, Cecenia. Scomparsa.[?
11. 13 settembre - Vjačeslav Plotnikov, reporter per il canale locale "Channel 41", Voronež. Incidente non confermato [nJ].
12. 7 ottobre - Anna Politkovskaja, cronista di Novaja gazeta, Mosca, uccisa nell'ascensore del suo appartamento.[62][63][64][65] [J]
13. 16 ottobre - Anatolij Voronin, agenzia di notizie Itar-TASS, Mosca. Omicidio [nJ].
14. 28 dicembre - Vadim Kuznecov, caporedattore del giornale World & Home. Saint Petersburg, ucciso a San Pietroburgo. Omicidio [nJ].

2007
1. 14 gennaio - Jurij Šebal'kin, giornalista in pensione di Kaliningradskaja pravda. Omicidio a Kaliningrad. Colpevoli condannati [nJ].
2. 20 gennaio - Konstantin Borovko, presentatore TV della compagnia "Gubernija" (in russo: "Губерния"), ucciso a Chabarovsk.[67] Omicidio. Colpevoli condannati [nJ].
3. 2 marzo - Ivan Safronov, colonnista del quotidiano Kommersant. Morto a Mosca, le cause della morte non sono chiare.[68][69] Incidente non confermato. Gli investigatori sono convinti che si tratti di suicidio. (Article 110) [?J].
4. 15 marzo - Leonid Etkind, direttore del giornale Kar'era. Rapinato ed ucciso a Vodnik, regione di Saratov. Colpevoli condannati [nJ].
5. 5 aprile - Vjačeslav Ifanov, cameraman di Novoe televidenie Alejska. Era già stato oggetto di un attacco da parte di militari locali. Alejsk, Territorio dell'Altaj. Incidente non confermato. [?J].

- Marina Pisareva, vice direttore della sede russa del gruppo mediatico tedesco Bertelsmann, venne trovata morte nella sua villa fuori Mosca in aprile[70][71]

2008
(ultimi mesi della prima presidenza Putin)
1. 8 febbraio - Elena Šestakova, ex giornalista, San Pietroburgo. L'autore è attualmente ospitato in un ospedale psichiatrico. Omicidio [nJ].
2. 21 marzo - Gadži Abašilov, capo della televisione e radio VGTRK dello stato del Daghestan, ucciso nella sua macchina a Machačkala. Omicidio [?J].
3. 21 marzo - Il'jas Šurpaev, giornalista del Daghestan che si occupava di Caucaso per Channel One, venne strangolato con una cintura a Mosca da alcuni ladri.[72][73] I killer vennero estradati in Tagikistan e condannati per l'omicidio. Omicidio [?J].

### La presidenza Medvedev

#### 2008-2011
2008
1. 31 agosto - Magomed Evloev, fondatore di Ingushetiya.ru, avvocato che lavorava a Mosca, ucciso al ritorno dal paese mentre era in custodia di ufficiali di polizia.[75][76][77] I killer vennero condannati per negligenza. Omicidio, la pena venne successivamente mitigata. Omicidio. Colpevoli condannati [J].
2. 2 settembre - Abdulla Ališaev, (conosciuto come Telman Ališaev), presentatore TV del canale musulmano, trovato morto nella sua auto, Machačkala.[78] Omicidio [J].

2009
1. 4 gennaio - Šafig Amrachov, Murmansk, colpito a fuoco nella tromba delle scale dell'edificio in cui viveva a fine dicembre del 2008. Omicidio [nJ].
2. 4 gennaio - Vladislav Zacharčuk, manager del giornale Arsenyevskie vesti, Vladivostok. Incidente non confermato. [?J].
3. 19 gennaio - Anastasija Baburova, Novaja gazeta, Mosca. L'19 gennaio Stanislav Markelov, avvocato di Novaja gazeta, attivista anti fascista ed attento alle violazioni dei diritti umani in Cecenia, venne colpito ed ucciso nel centro di Mosca.[80] Insieme a lui morì Anastasia Baburova un apprendista giornalista di Novaja Gazeta, e anche lei attivista anti fascista.[81][82] Ai primi di novembre un uomo ed una donna vennero arrestati per l'omicidio.[83] Omicidio [J].
4. 30 marzo - Sergej Protazanov, artista del giornale Graždanskoe soglasie, Chimki nr. Mosca. Incidente non confermato [nJ].
5. 29 giugno - Vjačeslav Jarošenko, caporedattore del giornale Corruption and Criminality, Volgograd. Le cause della sua morte rimangono non chiare. Incidente non confermato. [?J].
6. 15 luglio - Natal'ja Ėstemirova,[84] attivista per i diritti umani lavorava con giornalisti di Novaja gazeta, in particolare con Anna Politkovskaja. Alcune volte pubblicava lei stessa degli articoli sul quotidiano essendo stata essa stessa una reporter prima del 1999. Dopo aver speso alcuni anni ad investigare sugli omicidi e rapimenti avvenuti in Cecenia, Estemirova venne sequestrata di mattina a Groznyj. Il suo corpo fu trovato alcune ore dopo in Inguscezia.[85] Omicidio [J].
7. 11 agosto - Malik Akhmedilov,[86] vice redattore del giornale in lingua Avar Khakikat (Verità), venne trovato morto vicino alla capitale del Daghestan, Machačkala. Omicidio [?J].
8. 25 ottobre - Makšarip Aušev venne ucciso a Nal'čik, capitale della Cabardino-Balcaria.[87] Quando Magomed Evloev lasciò la direzione di Ingushetia.ru, il suo successore (Rosa Malsagova) dovette fuggire all'estero per evitare le minacce e gli attacchi. Aušev divenne il nuovo direttore di Ingushetia.org. Connessioni con il suo lavoro non sono chiare. Omicidio [?J].
9. 16 novembre - Ol'ga Kotovskaja, compagnia tv e radio Kaskad, Kaliningrad. Incidente non confermato. Gli investigatori indagano per "Incitamento al suicidio" (Article 110) [?J].

2010
1. 20 gennaio - Konstantin Popov morì per le percosse ricevute da un poliziotto russo in un centro di disintossicazione.[89] Un ufficiale di 26 anni è accusato dell'omicidio. Omicidio [nJ].

1. 23 febbraio - Ivan Stepanov.[90] Omicidio [nJ].
2. 20 marzo - Maksim Zuev venne trovato morto a Kaliningrad nell'appartamento che aveva affittato. Sette anni prima era stato interrogato dalla polizia locale essendo stato accusato di aver inviato una lettera anonima in cui denunciava la corruzione dei ranghi più alti degli ufficiali di polizia del posto.[91][92][93][94] "Crimine risolto", hanno dichiarato gli investigatori. [?J].
3. 5 maggio - Šamil Aliev, fondatore di una stazione radio, direttore di un canale televisivo locale, Machačkala, Daghestan.[95] Omicidio [?J]
4. 13 maggio - Said Magomedov, direttore di una stazione televisiva locale nel distretto di Sergokala, Daghestan. Ucciso mentre stava viaggiando con un tecnico per aggiustare dei trasmittenti televisivi sabotati. Azione terroristica [J].
5. 25 giugno - Dmitrij Okkert, Mosca. Presentatore del canale Expert TV, Okkert venne trovato morto nel suo appartamento. Il direttore di Expert Valerij Fadeev, disse di non credere che l'omicidio fosse connesso con il lavoro giornalistico di Okkert. Omicidio [?J].
6. 25 luglio - Bella Ksalova, Čerkessk. Corrispondente per il Caucaso per il sito web e agenzia di notizie Knot, Ksalova morì dopo essere stata colpita da un'auto nella strada in cui viveva. Incidente non confermato. [?J]
7. 1º agosto - Malika Betieva, autostrada Groznyj-Šatoj. Ex caporedattore di Molodëžnaja smena e corrispondente dalla Cecenia per la rivista "Dosh" (Parola), morì insieme a quattro membri della sua famiglia in un incidente automobilistico. Non confermato [?J]
8. 11 agosto - Magomed Sultanmagomedov, Machačkala. Direttore della stazione televisiva "Machačkala" venne assassinato nella capitale del Daghestan dopo che l'auto in cui viaggiava fu colpita da colpi di arma da fuoco. [?J]

2011
1. 15 dicembre - Gadžimurat Kamalov, Machačkala. Giornalista investigativo - ucciso con 8 colpi di arma da fuoco appena fuori dagli uffici del suo giornale.[96]

### Presidenza Putin

#### 2012
1. 1. 7 luglio - Aleksandr Chodzinskij, giornalista di Tulun, venne ucciso dall'uomo d'affari Gennadij Žigarev, ex deputato.[97]
  2. 5 dicembre - Kazbek Gekkiev, giornalista della tv locale della regione Cabardino-Balcaria, venne ucciso nelle strade di Nal'čik, dopo aver ricevuto delle minacce.[97]

#### 2013
1. 1. 9 luglio - Achmednabi Achmednabiev, ex direttore di Novoe Delo venne ucciso (dopo aver ricevuto numerose minacce ed aver subito un tentato omicidio nel gennaio del 2013) da una serie di colpi di arma da fuoco, mentre stava guidando a 50 metri della sua abitazione appena fuori dalla capitale Machačkala.[98][99]

#### 2014
1. 1. 1º agosto - il giornalista ed attivista per i diritti umani Timur Kuašev venne sequestrato dalla sua casa e successivamente trovato morto in Cabardino-Balcaria. Kuašev era stato precedentemente fermato dalla polizia e aveva ricevuto della minacce.[100][101]
  2. Ottobre - il giornalista freelance Valerij Donskoj morì di polmonite a Mosca, in seguito alle cattive condizioni in cui venne detenuto sul confine russo-ucraino.[102]

#### 2016
1. 1. 31 marzo- il giornalista Dmitrij Cilikin fu ucciso nel suo appartamento di San Pietroburgo.[103] Il sospettato omicida è il neo-nazista Sergej Kosyrev e le cause dell'omicidio sono da rintracciare nell'orientamento sessuale di Cilikin.

#### 2017
1. 1. 17 marzo - Evgenij Chamaganov muore per cause inspiegabili a Ulan-Udė, in Buriazia. Chamaganov era noto per aver scritto articoli in cui criticava il governo federale e sarebbe stato picchiato da sconosciuti il 10 marzo.[104]
  2. 19 aprile - Il giornalista ed ex prigioniero di coscienza Nikolaj Andruščenko è morto a San Pietroburgo per le ferite riportate in seguito a un duro pestaggio da parte di sconosciuti il 9 marzo. Andruščenko è stato il cofondatore del quotidiano Novyj Petersburg ed è stato precedentemente incarcerato nel 2009 da un tribunale cittadino per "diffamazione ed estremismo".[105]
  3. 24 maggio - Dmitrij Popkov è stato trovato morto per ferite da arma da fuoco in uno stabilimento balneare vicino alla sua casa a Minusinsk, nel territorio di Krasnojarsk. Popkov era il caporedattore del quotidiano Ton-M ed era noto per aver indagato sulla corruzione della polizia.[106]
  4. 8 settembre – Il corpo di Andrej Ruskov è stato trovato nel fiume Bira a Birobidžan, nell'Oblast' autonoma ebraica. Ruskov ha lavorato per il Bestvideo Broadcasting Studio.[107]

#### 2018
1. 1. 15 aprile - Maksim Borodin è morto per le ferite riportate cadendo da una finestra nel suo appartamento a Ekaterinburg, nell'oblast' di Sverdlovsk, il 12 aprile. Le autorità hanno classificato la morte come suicidio mentre i colleghi respingono l'ipotesi. Borodin scriveva regolarmente di criminalità, corruzione e del recente coinvolgimento di mercenari russi in Siria.[108]
  2. 23 luglio - Denis Suvorov è stato trovato morto dopo essere stato accoltellato da uno sconosciuto a Nižnij Novgorod. Suvorov ha lavorato per la stazione televisiva Vesti-Privolž'e ed è stato redattore del portale Internet Vesti.Nizhny Novgorod.[109][110]
  3. 30 luglio - Tre giornalisti, Kirill Radčenko, Aleksandr Rastorguev e Orchan Džemal, sono stati assassinati nella Repubblica Centrafricana mentre riferivano sul coinvolgimento di compagnie militari private russe e trafficanti di armi nella guerra civile di quel paese.[111]
  4. 31 luglio - Sergej Gračëv è scomparso a Nižnij Novgorod il 21 luglio dopo aver effettuato un viaggio di reportage da Mosca. Il suo corpo è stato ritrovato 11 giorni dopo. Gračëv ha lavorato per il quotidiano Argumenty i Fakty.[112][113]
  5. 10 settembre - Egor Orlov è scomparso il 7 settembre dopo essere andato al lavoro a Naberežnye Čelny, nel Tatarstan. Il suo corpo è stato ritrovato più tardi in un fiume nell'Elabužskij rajon. Orlov era corrispondente e presentatore di Čelny REN-TV.[114]

#### 2022
1. 1. 23 marzo – Oksana Baulina è stata uccisa da un bombardamento a Kiev mentre scriveva per The Insider.[115]
  2. 15 agosto - Zemfira Sulejmanova muore saltando con l'autobus in aria su una mina PFM-1 nel Donbass durante l'invasione russa dell'Ucraina.[116]
  3. 20 agosto – Dar'ja Dugina, una giornalista che lavorava per RT e Tsargrad TV, è uccisa da un'autobomba destinata forse al padre, il controverso filosofo ultranazionalista russo e sostenitore di Putin Aleksandr Dugin.[117]
  4. 28 ottobre - Svetlana Babaeva, capo della filiale di Sinferopoli di Rossija Segodnja, uccisa da un proiettile vagante durante un'esercitazione militare di tiro.[118]

#### 2023
1. 1. 2 aprile – Vladlen Tatarsky, blogger ucciso da una bomba in un caffè di San Pietroburgo
  2. 22 luglio – Rostislav Zhuravlev, ucciso in guerra nella zona di Zaporizhia (Ucraina)
  3. 23 novembre – Boris Maksudov, corrispondente di guerra, ucciso in Ucraina dall'attacco di un drone

#### 2024
1. 1. 5 gennaio – Zoya Konovalova, caporedattrice di un giornale on line, avvelenata, trovata morta nella propria casa
  2. 7 gennaio – Alexander Rybin, trovato morto poco dopo aver criticato pubblicamente le autorità russe sulla ricostruzione di Mariupol, ufficialmente per cardiomiopatia
  3. 19 settembre – Viktorija Roščyna, giornalista ucraina, corrispondente di guerra, sequestrata e deportata dai russi per due volte, presumibilmente assassinata nel famigerato centro di detenzione di Taganrog; morta in prigione per cause non chiarite secondo i russi, dichiarata ufficialmente "scomparsa" e probabilmente uccisa secondo il governo ucraino e fonti neutrali internazionali

## Giornalisti uccisi in Cecenia
Questa categoria si sovrappone a quella dei giornalisti uccisi in generale in Russia. In questo modo si vogliono sottolineare le connessione tra le difficili condizioni in cui versa il giornalismo, l'attivismo pubblico e quello per i diritti umani. Anche se in differenti modi le morti di Dmitrij Krikorjanc, Dmitrij Cholodov, Nadežda Čajkova, Viktor Popkov, Anna Politkovskaja, Anastasija Baburova, Stanislav Markelov e Natalija Estemirova dimostrano che la situazione drammatica della repubblica del Nord del Caucaso oltrepassa i suoi confini formali. Dal database di IFJ emerge che il numero di giornalisti morti o i feriti in Cecenia è a livelli record. Alcuni giornalisti, come Natalija Aljakina, Anna Politkovskaja, morti sia nelle vicinanze della repubblica sia al di fuori, vennero uccisi anche in relazione al conflitto armato in Cecenia.

### 1993
Dmitrij Krikorjanc nella notte tra il 14 e 15 aprile 1993, Groznyj. Ucciso un anno e mezzo prima che il conflitto esplodesse in Cecenia (Inizialmente si opposero le fazioni pro-Dudaev e pro-Mosca, poi con l'intervento delle forze federali) la morte di Krikoryants è dovuta alle sue investigazioni sulla corruzione del regime sia in patria che all'estero.

### Prima guerra Cecena
- Cynthia Elbaum, in Cecenia per la rivista Times, stava facendo delle fotografie nelle strade di Groznyj quando venne colpita da un bombardamento russo.[119]
- Vladimir Žitarenko, corrispondente militare veterano per la rivista delle forze armate russe Krasnaja Zvezda (Stella Rossa) venne ucciso da due colpi di cecchino nella città di Tolstoj-Jurt, vicino alla capitale Groznyj il 31 dicembre 1994.
- Nina Efimova, reporter per la rivista Vozroždenie ("Ritorno") venne sequestrata dal suo appartamento e uccisa insieme alla madre. I giornalisti sia di Groznyj che di Mosca credono che il suo omicidio sia legato ai racconti che stava pubblicando sulla guerra in Cecenia.
- Jochen Piest, il 10 gennaio 1995 Piest, corrispondente della rivista Stern (Germania), venne ucciso durante un attacco dei ribelli ceceni contro un'unità di sminamento russa a Červlënna, un villaggio a 24 kilometri a nord est di Groznyj. Il corrispondente Vladimir Sorokin di Rossiskaja Gazeta venne ferito nello stesso attacco. Piest venne fatalmente ucciso da tre colpi di proiettili.
- Farchad Kerimov venne assassinato il 22 maggio 1995 dietro le linee dei ribelli in Cecenia mentre stava riprendendo per l'Associated Press. Non è stato mai chiarito il motivo dell'omicidio.[120]
- Natalija Aljakina, corrispondente free-lance per un'agenzia tedesca, venne uccisa in giugno da un soldato mentre stava attraversando un checkpoint russo nel sud est della città russa di Budënnovsk.[121]
- Šamchan Kagirov, reporter per la rivista moscovita Rossiyskaja Gazeta e il locale giornale Vozroženie, venne colpito ed ucciso in un'imboscata in Cecenia. Kagirov e tre ufficiali di polizia vennero attaccati mentre viaggiavano in un'auto vicino a Groznyj. Insieme a lui morirono i tre ufficiali.[122]
- Viktor Pimenov, l'11 marzo 1996. Pimenov, un cameraman della compagnia locale "Vajnach" venne colpito alla schiena da un cecchino posizionato sul tetto di un edificio di 16 piani a Groznyj. Pimenov aveva filmato la distruzione della capitale Groznyj causata dai raid ribelli dal 6 al 9 marzo dello stesso anno. Pimenov ha ricevuto postumo il premio Rory Peck.[123]
- Nadežda Čajkova. Il 20 marzo 1996 Čajkova, corrispondente per il settimanale Obščaja gazeta (Mosca) sparì senza lasciare tracce mentre si trovava in Cecenia. Il suo corpo venne trovato inumato l'11 aprile nel villaggio ceceno di Gechi, bendato e con segni di violenza. Venne uccisa da un proiettile sparato dietro la testa. Non si conoscono ancora le identità degli esecutori. Secondo i documenti dell'archivio Dudaev, ritrovato dai servizi speciali russi nel 2002, venne uccisa da membri del cosiddetto "Dipartimento di stato per la sicurezza della Repubblica cecena di Ichkeria (In russo: Департамент государственной безопасности ЧРИ). Ai quei tempi si sospettava che i servizi di sicurezza russi fossero coinvolti nell'omicidio.

Dal settembre 1996 all'ottobre 1999
Nessun giornalista venne ucciso nel periodo compreso tra il settembre 1996 e l'ottobre 1999. Ventidue giornalisti vennero però rapiti e in seguito rilasciati.
Seconda guerra cecena, dal 1999 in poi
Un'operazione di contro terrorismo ebbe cominciò nella regione da parte delle autorità federale. L'intervento è terminato il 16 aprile del 2009. 
- Il giornalista Supjan Ependiev. La sera del 27 ottobre 1999, alcuni missili balistici a corto raggio colpirono un frequentato mercato all' aperto nel centro di Groznyj, uccidendo e ferendo centinaia di persone. Un'ora dopo l'attacco, Ependiev arrivò sul posto per descrivere l'accaduto. Mentre stava lasciando il posto, una nuova raffica di proiettili cadde a circa 200 metri dal mercato. Ependiev venne colpito e morì il giorno successivo. Secondo altre fonti, il giornalista mori due giorni dopo.
- Il cameramen Ramzan Mežidov e Šamil Gigaev. I giornalisti facevano parte di un convoglio civile insieme a veicoli ed operatori della Croce Rossa che il 29 ottobre 2009 tentavano di lasciare la Cecenia. Stavano viaggiando sull'autostrada che collega Groznyj a Nazran' nella vicina Inguscezia quando l'auto su cui viaggiava venne colpita. All'auto si avvicinò Šami-Jurt, un combattente russo che li avvisò che dei raid avevano colpito un bus di rifugiati. Mežidov e Gigaev lasciarono l'auto per filmare la carneficina. Mentre si stavano avvicinando al bus, dei missili russi caddero nelle vicinanze e uccisero fatalmente i due giornalisti.
- La fotogiornalista Vladimir Jacina, membro di ITAR-TASS venne sequestrata e uccisa il 19 luglio 1999 durante il suo unico viaggio in Cecenia.
- Antonio Russo, giornalista freelance italiano venne ucciso il 16 ottobre 2000 a Tbilisi, Georgia. Il suo corpo venne ritrovato vicino a una base militare russa. Era arrivato a Tbilisi per documentare il conflitto in Cecenia come reporter per Radio Radicale. Il suo corpo portava segni di torture, probabilmente tecniche utilizzate da militari. Nessun articolo, i testi e le registrazioni che aveva prodotto in Georgia vennero trovati.[124]
- Aleksandr Efremov fotogiornalista del giornale della Siberia Occidentale Naše Vremja venne ucciso in Cecenia quando i ribelli fecero esplodere la jeep militare su cui viaggiava. Per i precedenti incarichi, Efremov ricevette svariati premi per le sue fotografie in zone di guerra.[125]
- Cameraman e direttore Roddy Scott. Il 26 settembre 2002, Scott venne ucciso in Inguscezia. Dei soldati russi trovarono il suo corpo nella regione della Repubblica di Galaški, al confine con la Cecenia, in seguito ad una battaglia sanguinosa tra le forze russe ed un gruppo di combattenti ceceni.
- Ex insegnante e giornalista TV Natal'ja Ėstemirova, attivista russa per i diritti umani, membro dello staff dell'ONG Memorial, e autore di Novaja gazeta venne uccisa il 15 luglio 2009. Estemirova venne rapita intorno alle 8:30 della mattina fuori dalla sua casa a Groznyj, in Cecenia. Stava lavorando su casi “estremamente delicati” di violazione di diritti umani in Cecenia. Due testimoni hanno dichiarato di aver visto la Estemirova venire spinta in un'auto mentre i suoi aguzzini le gridavano che sarebbe stata rapita. Venne trovata con un colpo alla testa e nel petto alle 16,30 di quello stesso pomeriggio in un bosco a circa 100 m (328 ft) di distanza dall'autostrada "Kavkaz" nei pressi del villaggio di Gazi-Jurt, in Inguscezia.
- Il 1º agosto Malika Betieva venne uccisa sull'autostrada Groznyj-Šatoj. Ex caporedattrice di "Molodëžnaja smena" e corrispondente dalla Cecenia per la rivista "Doš" (Parola), morì insieme a quattro membri della sua famiglia in un incidente automobilistico.